# Pont-Viau
Pour les articles homonymes, voir Viau.
Pont-Viau est un quartier de la ville de Laval, au Québec. Situé au centre-sud de la ville, il est majoritairement résidentiel, bien que d'importantes zones commerciales sont situées sur ses deux artères principales, le boulevard des Laurentides et le boulevard de la Concorde. D'une faible superficie, sa population est de 14 187 personnes en 2011, soit 3,53 % de la population lavalloise. 

## Toponymie

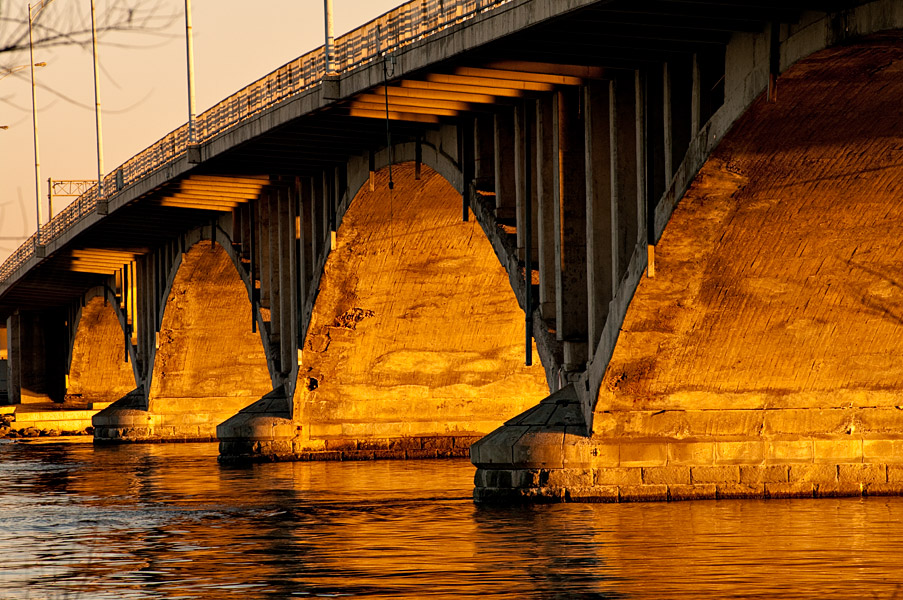
Le pont Viau au crépuscule.

Le quartier doit son nom au pont qui traverse la rivière des Prairies à la hauteur du quartier. Le nom du pont provient du premier occupant des terres qui forment le quartier, Christophe Veau, mais une erreur d'orthographe dans la transcription des registres changea le nom de famille à Viau. C'est pourquoi le pont (pont Viau) et le quartier (Pont-Viau) portent encore le nom de Viau. La première paroisse catholique du quartier portait aussi le nom de Saint-Christophe, en honneur de ce pionnier, mais l'église a été reconvertie en résidence pour personnes âgées.

## Géographie
Situé au centre-sud de Laval, Pont-Viau est bordé à l’ouest par Laval-des-Rapides, à l’est par Duvernay, au nord par Chomedey et au sud par la rivière des Prairies, puis l’arrondissement montréalais d’Ahuntsic-Cartierville. Sa limite est est la rue Notre-Dame-de-Fatima, sa limite sud est située dans la rivière des Prairies, sa limite ouest constitue une ligne imaginaire entre le boulevard des Laurentides et la rue Saint-Luc, à l’exception de la partie au nord du boulevard du Souvenir où elle se déplace vers l’ouest pour inclure la terrasse Paul-Comtois et la place de Chaumont, et sa limite nord est généralement constituée de la rue Normont et de la limite sud de la carrière de calcaire.

## Histoire
Pont-Viau s’est développé en tant que village vu la présence à cet endroit d’un pont reliant l’île Jésus à Montréal. Un regroupement d’habitations est attesté dès la fin du 19e siècle sur la presqu’île du Marigot près du pont Viau. À cette époque, Pont-Viau constitue l’un des noyaux villageois de la paroisse de Saint-Vincent-de-Paul (qui deviendra plus tard Duvernay). 
Du nom de Saint-Christophe, la première paroisse catholique est fondée sur le territoire de Pont-Viau en 1915. Après une tentative infructueuse en 1920, le village de Pont-Viau est constitué en municipalité autonome le 6 avril 1926 par proclamation du lieutenant-gouverneur du Québec. La nouvelle municipalité amorce donc des travaux de construction d’aqueducs, à un moment où ses citoyens sont desservis par le réseau de la municipalité voisine de Laval-des-Rapides.  
À peine un an plus tard, la Montreal Island Power Corporation annonce vouloir construire un barrage sur la rivière des Prairies, le tout ayant pour effet d’inonder des terrains situés au sud de la municipalité, précisément au sud du boulevard Lévesque aux abords du Marigot. Les terrains visés sont acquis par la Montreal Island Power Corporation et les anciens propriétaires déménagent vers le nord, ce qui provoque le développement de cette partie de la municipalité. 
Le 10 mai 1947, la municipalité change de statut et devient la Ville de Pont-Viau. Durant la décennie qui s’ensuit, plusieurs projets de construction d’infrastructures sont mis sur pied. Pont-Viau sonde même l’intérêt de sa voisine, Laval-des-Rapides, pour y construire une usine de filtration commune, proposition à laquelle cette dernière refuse. En 1951, est donc inaugurée une usine de filtration dont les capacités sont nettement supérieures aux besoins de la municipalité. Successivement, Pont-Viau commencera à desservir en eau potable Laval-des-Rapides, la paroisse de Saint-Vincent-de-Paul (Duvernay) et Saint-Vincent-de-Paul. 
Le 6 février 1958, la ville change de nouveau de statut et devient la Cité de Pont-Viau. Simultanément, la ville annexe une petite partie du territoire de la paroisse de Saint-Martin, agrandissant ainsi son territoire vers le nord-ouest. Des démarches sont entreprises par la cité afin d’acquérir d’Hydro-Québec les terrains du Marigot inondés pour construire le barrage en 1928. Dans ce secteur, sera construit l’hôtel de ville en 1963 abritant la bibliothèque et qui deviendra éventuellement la cour municipale de Laval. 
Le 6 août 1965, la ville de Laval est créée et provoque la dissolution de toutes les villes et cités de l'île Jésus. À ce moment, la cité de Pont-Viau est la plus dense et l’une des plus développées de l’île, et ce, dans une proportion de 90 %. Le dernier maire de Pont-Viau, Jacques Tétreault, devient le premier maire élu de Laval.  

## Éducation
Le Centre de services scolaire de Laval (anciennement la Commission scolaire de Laval) administre les écoles francophones. Quatre sont situées sur le territoire : 
- École primaire Eurêka
- École primaire des Perséides
- École primaire Saint-Gilles[4]
- École primaire Saint-Julien[5]

Aucune école secondaire ne se trouve sur le territoire de Pont-Viau. Les élèves habitant au nord du boulevard de la Concorde fréquentent l’école de la Croisée à Chomedey alors que les élèves habitant au sud fréquentent l’école Mont-de-LaSalle à Laval-des-Rapides. 
La Commission scolaire Sir-Wilfrid-Laurier administre les écoles anglophones. L'Académie Junior Laval et l'Académie Senior Laval (en) desservent tout le territoire lavallois, mais ne sont pas situées à Pont-Viau.  

## Lieux d'intérêt
Des magasins, comme dans le quartier Vimont, longent le boulevard des Laurentides qui traverse le quartier et qui mène au sud à Montréal. D'autres magasins longent, comme dans Duvernay, le boulevard de la Concorde est qui mène à l'est vers le quartier Saint-Vincent-de-Paul.